# John Rawlings Rees
John Rawlings Rees (25 de junio de 1890 - 11 de abril de 1969), fue un psiquiatra y militar británico.

## Primeros años y formación
Nacido en Leicester, Reino Unido, del reverendo metodista Montgomery Rees y su esposa Catharine Millar, experimentó frecuentes reubicaciones durante sus primeros años de vida por los traslados de sus padres. Después de un período en Leeds, la mayor parte de la educación del joven John se llevó a cabo en la Bradford Grammar School, una elitista escuela privada fundada en 1548. Luego asistió al King's College de Cambridge, donde estudió Medicina y Ciencias Naturales.
John R. Rees estaba terminando sus estudios de medicina en el Hospital de Londres cuando estalló la Primera Guerra Mundial. Se unió a una unidad de ambulancias  en 1914 y más tarde se convirtió en oficial médico en el Cuerpo Médico del Ejército Real, donde fue galardonado con el título de Caballero de la Orden de la Corona de Bélgica por su trabajo con los civiles belgas. Más adelante fue puesto a cargo de una unidad de ambulancia motorizada en Mesopotamia hasta 1919, cuando se desmovilizó con el rango de capitán.

## Trabajo en el Instituto Tavistock
John Rees y Crichton-Miller crearan la Clínica Tavistock para Trastornos Nerviosos Funcionales, ubicada en Tavistock Square un hospital que fue inaugurado en 1920. La clínica se especializó en las nuevas "psicologías dinámicas" de Sigmund Freud y sus seguidores, y en particular en la teoría de las relaciones objetales de Ronald Fairbairn y otros. Además de educar a otros en la clínica. Rees fue una de las figuras clave de la Clínica Tavistock original y se convirtió en su director médico a partir de 1933. Comenzó a hacer planes para establecer un Instituto de Psicología Médica, con camas y más oportunidades para formar personas en métodos psiquiátricos, y compró un terreno en Bloomsbury para construirlo, pero sus planes se vieron frenados por el estallido de la Segunda Guerra Mundial.

## Segunda Guerra Mundial
Rees fue nombrado psiquiatra consultor del ejército británico durante la Segunda Guerra Mundial y obtuvo el rango de brigadier. 
En 1940, John Rawling Rees, dirigiéndose al Consejo Nacional de Higiene Mental, declaró: “desde la última guerra mundial hemos hecho mucho para infiltrarnos en las diversas organizaciones sociales en todo el país... y hemos realizado un ataque muy útil en un número de profesiones. Las dos más fáciles son naturalmente la profesión de la enseñanza y la Iglesia.”
Según Eric Trist, otro miembro clave del grupo Tavistock original:
"En 1941, un grupo de psiquiatras de la Clínica Tavistock vio que en el Parlamento se formulaban las preguntas adecuadas para conseguir los medios necesarios para probar nuevas medidas. Como resultado, se les pidió que se unieran a la Dirección de Psiquiatría del Ejército, y lo hicieron como grupo."
Durante la guerra, Rees supervisó los experimentos de sus colegas con psicoterapia de grupo, "comunidades terapéuticas", moral, rehabilitación y pruebas de selección.

## El caso de Rudof Hess
El trabajo que ocupó la mayor parte del tiempo de Rees durante la guerra fue el caso de Rudolf Hess. Junto con Henry Dicks, otro miembro del grupo de la Clínica Tavistock, Rees fue encargado del cuidado del ayudante de Hitler en las prisiones secretas donde estuvo retenido después de su captura después de aterrizar en Escocia. Durante el período de cuatro años desde junio de 1941 hasta la comparecencia de Hess en el juicio de Núremberg, Rees aparentemente estableció una relación con Hess: los diarios de Hess registran muchas reuniones con Rees, al que en ese momento se hacía referencia como coronel Rees, en las que Hess acusó a sus captores. de intentar envenenarlo, drogarlo y hipnotizarlo. En 1945, Rees fue miembro del panel británico de tres hombres (con el médico personal de Churchill, Lord Moran, y el eminente neurólogo, Dr. George Riddoch), que evaluó la capacidad de Hess para ser juzgado por crímenes de guerra. En 1948 publicó el libro The Case of Rudolf Hess. A Problem in Diagnosis and Forensic Psychiatry.

## Carrera tras la Segunda Guerra Mundial
Como resultado de su trabajo en la guerra, Rees fue nombrado Comandante de la Orden del Imperio Británico en 1946. Recibió premios que incluyen la cátedra Thomas Salmon Memorial de la Academia de Medicina de Nueva York en 1944, la cátedra William Withering en la Universidad de Birmingham en 1945 y compartió el primer premio Lasker con Brock Chisholm en 1945.
Después de la guerra, la Clínica Tavistock experimentó cambios considerables, en los que Rees jugó un papel clave. Era miembro de un grupo que se refería a sí mismo como el "colegio invisible", en referencia al precursor de la Royal Society en el siglo XVII. Este grupo orquestó la "Operación Fénix", haciendo planes para que Tavistock resurgiera de las cenizas de la guerra. Después de la guerra, este grupo, incluido Rees y otros cinco, formó el Comité de Planificación Interino de la Clínica Tavistock. Este comité estaba presidido por Wilfred Bion y se reunía dos veces por semana para formular un nuevo camino a seguir para su trabajo en Tavistock, basado en la experiencia de tiempos de guerra. Los planes de Rees para el Instituto de Psicología Médica nunca se realizaron; en cambio, el grupo fundó el Instituto Tavistock, con financiación de la Fundación Rockefeller. Rees se fue poco después, en 1947.

## Presidente de la Federación Mundial de la Salud Mental
Después de dejar el Instituto Tavistock, el primer papel de Rees fue el de organizador principal del Congreso Internacional de Salud Mental de 1948, celebrado en Londres. En este congreso se fundó la Federación Mundial de Salud Mental y Rees fue elegido su primer presidente.
Rees se retiró de su cargo en 1962, aunque continuó actuando como consultor. Murió en su casa de Londres el 11 de abril de 1969.